# Куп Истанбула 2010.
Куп Истанбула 2010. је Међународни тениски турнир који се игра у Истанбулу (Турска). Турнир је трајао од 26. јула - 1. августа 201. године.
Ово је шеста година одржавања овог турнира. Играо се на отвореним теренима, са подлогом од шљаке, са наградним фондом од 220.000 долара и учешћем 32 тенисерке из 19 земаља у појединачној конкреницији и 16 парова са тенисеркама из 19 земаља.

## Победнице

### Појединачно
Анастасија Пављученкова —  Јелена Веснина 5–7, 7–5, 6–4
- Анастасији Пављученковој је ово била друга ВТА титула у каријери у појединачној конкуренцији.

### Парови
Елени Данилиду /  Јасмина Вер —  Марија Кондратјева /  Владимира Ухлиржова 2-6, 6-3, 12-10
- Овом победом Елени Данилиду је освојила своју другу титулу у каријери, а Јасмина Вер је славила трећи пут у игри парова.